# ЗЛМ Тур

Логотип гонки с 2011 по 2017 год

ЗЛМ Тур (нидерл. ZLM Toer) — шоссейная многодневная велогонка, проходящая с 1987 года по дорогам юга Нидерландов.

## История
Прародителем гонки является однодневка Омлоп ван Схейндел-Босвег (нидерл. Omloop van Schijndel-Bosweg). В 1987 году она эволюционировала в любительскую многодневку Рондом Схейндел (нидерл. Rondom Schijndel) проводящуюся в апреле, где гонщики за три дня преодолевали 3 или 4 этапа. С 1990 года гонка стала называться Телефлекс Тур (нидерл. Teleflex Tour), а через год впервые покинула окрестности Схейндела и стала четырёхдневной. Следующие два года Тур проходил в течение пяти дней, затем шести, включая при этом семь этапов.
В 1996 году гонка стала профессиональной; через 2 года она получила имя Стер дер Белофтен (нидерл. Ster der Beloften), и состояла из четырёх этапов и пролога. В 2001 году снова сменилось название, на этот раз на  Стер Электротур (нидерл. Ster Elektrotoer), дистанция удлинилась ещё на один этап, а время проведения переместилась на сентябрь. В 2003 году время проведения сдвинулось на июнь, подняв к этому времени свою категорию с 2.5 до 2.3. После реорганизации шоссейных соревнований в сезоне 2005 года вошла в календарь UCI Europe Tour с категорией 2.1. В 2011 году многодневку переименовали в Стер ЗЛМ Тур — Гран-при Яна ван Хесвейка по названию нового спонсора, общества взаимного страхования ZLM Verzekeringen и в честь умершего в январе 2010 года Яна ван Хесвейка, организатора гонки на протяжении многих лет.
В 2018 году организаторы были вынуждены отменить гонку по причине запоздалого финансирования со стороны спонсоров из-за чего возможность провести гонку по ранее намеченному маршруту была утеряна. В следующем году гонка была возобновлена как ЗЛМ Тур.
В 2011 году бельгиец Филипп Жильбер стал первым велогонщиком за 24 года существования гонки, кто сумел дважды одержать победу в общем зачёте.

## Маршрут
В середине двухтысячных гонка состояла из 5 этапов. Старт традиционно находился севернее, а заключительные два этапа проходили в провинции Лимбург, в частности в Ситтард-Гелене и Валкенбюрг-ан-де-Гёле. Также часть маршрута проходила по территории Бельгии или Германии.
- 1-й этап — 7-километровая разделка. Исключением стал 2012 год, когда этап был отменён из-за еврокубковой игры в тот день между сборными Нидерландов и Дании.
- 2-й этап — равнинный этап, на маршруте которого присутствует только один подъём Slingerberg.
- 3-й этап — который считается маленьким Амстел Голд Рейс. На его закольцованной дистанции, со старт/финишем в Бюхтене или Шиммерте, присутствуют «острые» холмы, включая Bemelerberg, Loorberg и Cauberg. Здесь разыгрывались основные очки в горный зачёт.
- 4-й этап — арденнский (королевский) этап по территории Бельгии из Вервье в Ла Жилеппе. Он проходит в бельгийских Арденнах. Среди расположенных подъёмов на дистанции присутствовали в том числе La Redoute и Le Rosier. Зачастую именно здесь определялись будущие призёры гонки.
- 5-й этап — заключительный этап по территории Северного Брабанта, стартовавший или финишировавший в городах Ситтард-Гелен, Бокстел или Схейндел.

## Призёры
| Год                          | Победитель          | Второй               | Третий               |          |
| ---------------------------- | ------------------- | -------------------- | -------------------- | -------- |
| Rondom Schijndel             |                     |                      |                      |          |
| 1987                         | Тео Геверс          | Jos Bol              | Frank van Merwijk    |          |
| 1988                         | Арно Оттевангер     | Menno Vink           | Harry Rozendal       |          |
| 1989                         | Рем Кок             | Энтони Тею           | Любош Лом            |          |
| Teleflex Tour                |                     |                      |                      |          |
| 1990                         | Джон ден Брабер     | Сервус Кнавен        | Tonnie Akkermans     |          |
| 1991                         | Тристан Хоффман     | Niels Boogaard       | Арно Оттевангер      |          |
| 1992                         | Мартин ван Стен     | Robert de Poel       | Саулюс Саркаускас    |          |
| 1993                         | Сервус Кнавен       | Wim van de Meulenhof | Патрик Джонкер       |          |
| 1994                         | Йос Волфкамп        | Бенни Госинк         | Ремигюс Лупейкис     |          |
| 1995                         | Бенни Госинк        | Люсьен де Лау        | Ян Бовен             |          |
| 1996                         | Тайлер Хэмилтон     | Нейт Рейсс           | Данни Нелиссен       |          |
| 1997                         | Эдди Боуманс        | Берт Химстра         | Wim van de Meulenhof |          |
| Ster der Beloften            |                     |                      |                      |          |
| 1998                         | Карстен Крон        | Ральф Грабш          | Бьёрнар Вестол       |          |
| 1999                         | Ральф Грабш         | Фрэнк Маккормак      | Эрвин Тейс           |          |
| 2000                         | Энди Де Смет        | Брам Танкинк         | Андрей Кашечкин      |          |
| Ster Elektrotoer             |                     |                      |                      |          |
| 2001                         | Ксавье Ян           | Марсель Штраусс      | Рене Хаселбакхер     |          |
| 2002                         | Барт Воскамп        | Брам Шмиц            | Майкл Богерд         |          |
| 2003                         | Гербен Лёвик        | Нильс Схёнеман       | Rik Reinerink        |          |
| 2004                         | Ник Нюйенс          | Паул Ван Хифте       | Филипп Жильбер       |          |
| 2005                         | Штефан Шумахер      | Ник Нюйенс           | Лоуренс Тен Дам      |          |
| 2006                         | Курт Асле Арвесен   | Юрген Ван де Валле   | Паоло Боссони        |          |
| 2007                         | Себастьян Лангевелд | Пауль Мартенс        | Курт Асле Арвесен    |          |
| 2008                         | Энрико Гаспаротто   | Василий Кириенко     | Николай Трусов       |          |
| 2009                         | Филипп Жильбер      | Ники Терпстра        | Борут Божич          |          |
| 2010                         | Адам Хансен         | Йохан Кунен          | Томас Де Гендт       |          |
| Ster ZLM Toer                |                     |                      |                      |          |
| 2011                         | Филипп Жильбер      | Ники Терпстра        | Рамунас Навардаускас |          |
| 2012                         | Марк Кавендиш       | Ларс Бом             | Юрген Руландтс       |          |
| 2013                         | Ларс Бом            | Андре Грайпель       | Марк Кавендиш        |          |
| 2014                         | Филипп Жильбер      | Тим Велленс          | Джанни Мерсман       |          |
| 2015                         | Андре Грайпель      | Ив Лампарт           | Морено Хофланд       |          |
| 2016                         | Сеп Ванмарке        | Шон Де Би            | Йос Ван Эмден        |          |
| 2017                         | Жозе Гонсалвеш      | Примож Роглич        | Лауренс Де Плюс      |          |
| 2018 не проводилась ZLM Toer |                     |                      |                      |          |
| 2019                         | Майк Тёниссен       | Амунд Грёндаль Янсен | Мадс Вюрц Шмидт      |          |
| 2020                         | отменено            | отменено             | отменено             | отменено |
| 2021                         | отменено            | отменено             | отменено             | отменено |
| 2022                         | Улав Коэй           | Якуб Марецко         | Арон Ван Пукке       |          |
| 2023                         | Улав Коэй           | Сэм Уэлсфорд         | Нильс Экхофф         |          |
| 2024                         | Руне Херрегодтс     | Макс Уокер           | Том Боли             |          |
| 2025                         | отменено            | отменено             | отменено             | отменено |

## Рекорд побед

### По странам
| Число побед | Страна                                                               |
| ----------- | -------------------------------------------------------------------- |
| 15          | Нидерланды                                                           |
| 6           | Бельгия                                                              |
| 2           | Дания                                                                |
| 1           | Австралия · Франция · Италия · Норвегия · Украина · США · Португалия |